# Formazza
Formazza là một đô thị ở tỉnh Verbano-Cusio-Ossola trong vùng Piedmont, có cự ly khoảng 160 km về phía đông bắc của Torino và khoảng 50 km về phia bắc của Verbania, ở biên giới với Thụy Sĩ. Tại thời điểm ngày 31 tháng 12 năm 2004, đô thị này có dân số 443 người và diện tích là 131,8 km².
Đô thị Formazza có các frazioni (đơn vị cấp dưới, chủ yếu là các làng) Foppiano, Antillone, Fondovalle, Chiesa, Valdo, San Michele, Ponte, Brendo, Grovella, Canza, Sotto Frua, La Frua, và Riale.
Formazza giáp các đô thị: Baceno, Bedretto (Thụy Sĩ), Bignasco (Thụy Sĩ), Binn (Thụy Sĩ), Bosco Gurin (Thụy Sĩ), Cavergno (Thụy Sĩ), Premia, Reckingen-Gluringen (Thụy Sĩ), Ulrichen (Thụy Sĩ).